# Elporia elnorae
Elporia elnorae är en tvåvingeart som först beskrevs av Edwards 1929.  Elporia elnorae ingår i släktet Elporia och familjen Blephariceridae. Inga underarter finns listade i Catalogue of Life.